# Ernst Albrecht von Kölichen

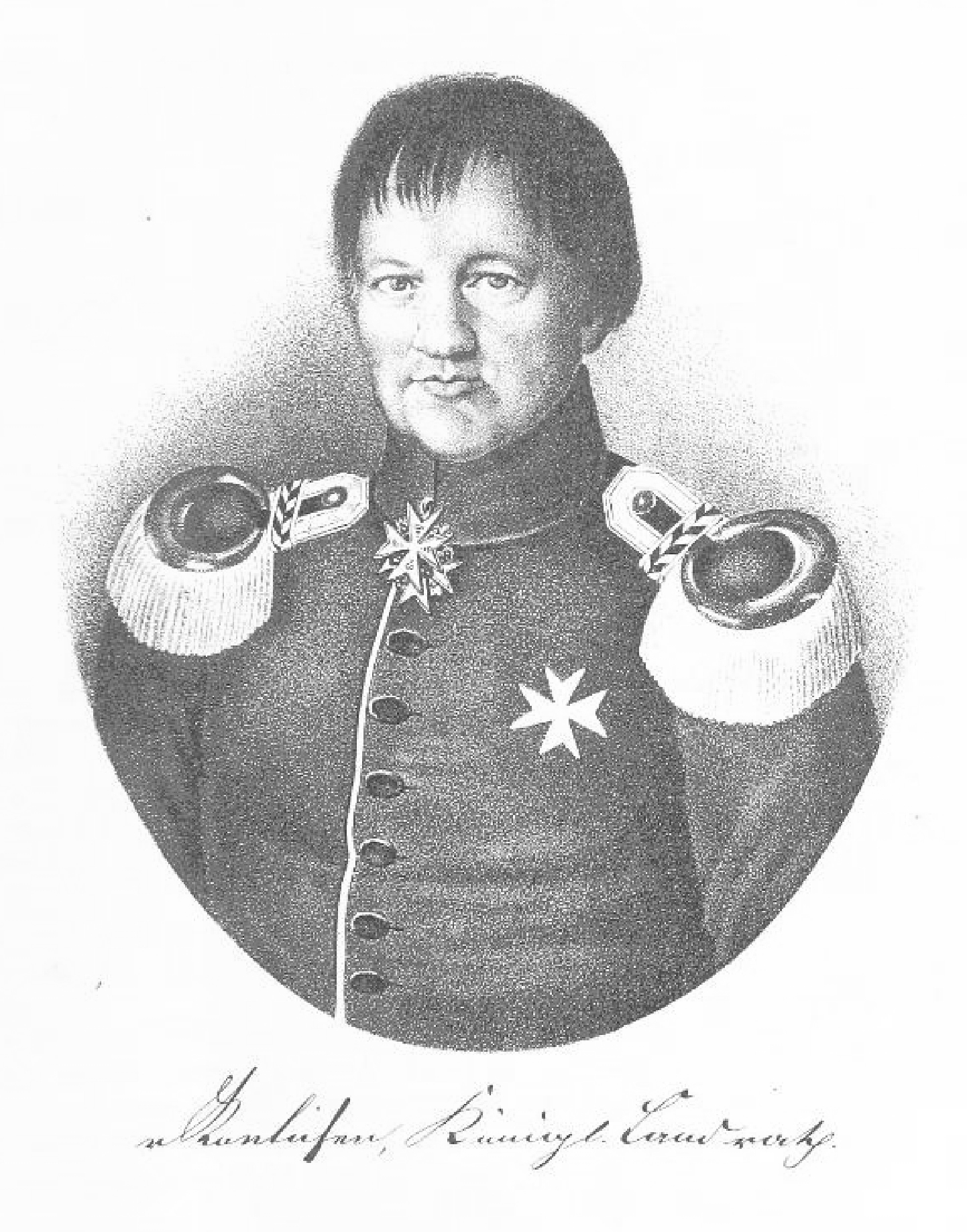
Landrat Albrecht Ernst von Kölichen, seit 1805 Gutsherr auf Kittlitztreben, Major a. D.

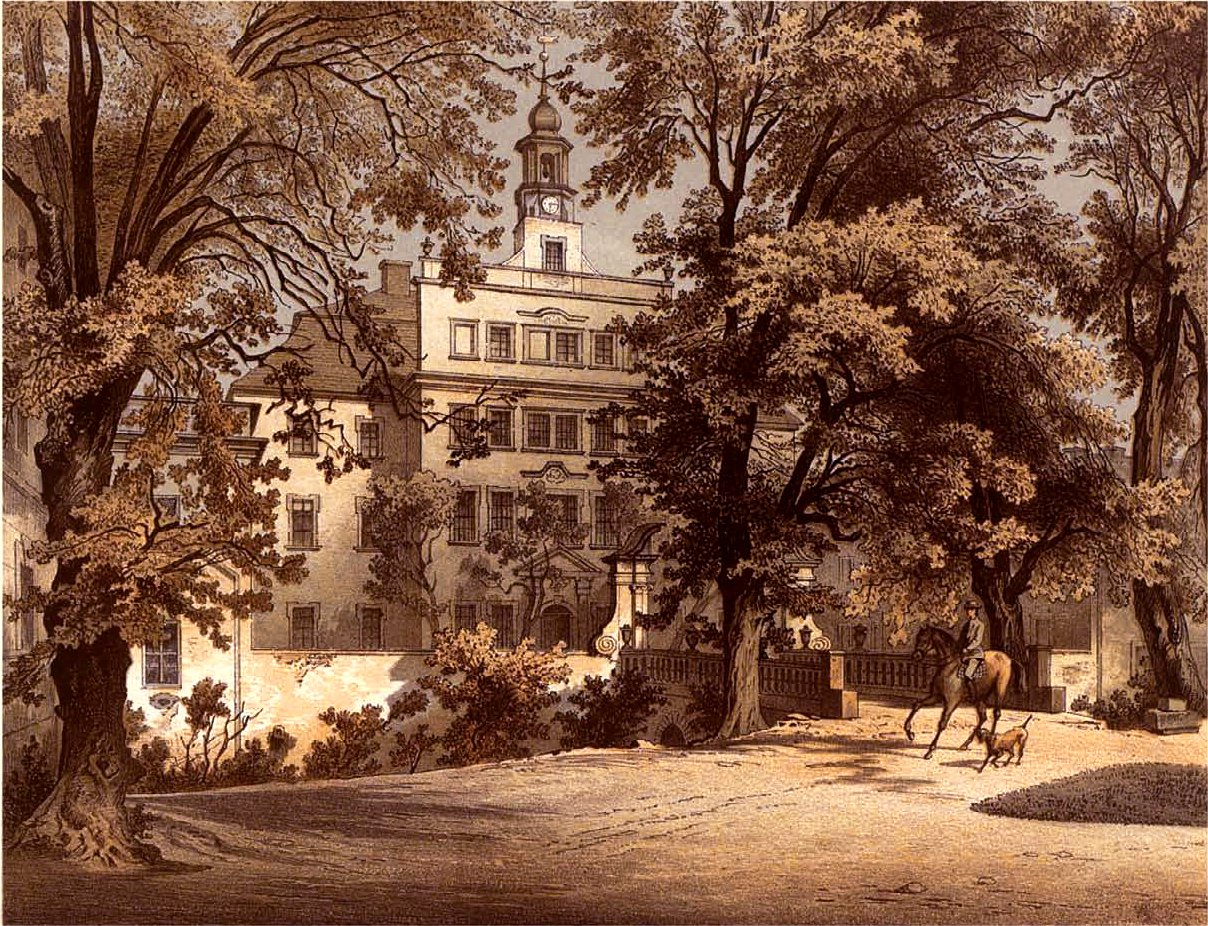
Schloss Kittlitztreben Mitte des 19. Jahrhunderts

Ernst Albrecht von Kölichen (* 23. November 1766 in Lüben; † 6. Mai 1840 in Kittlitztreben) war ein preußischer Landrat, Major und Gutsbesitzer.

## Leben
Die Vorfahren stammen aus einem briefadeligen Geschlecht derer von Kölichen, auch von Koelichen genannt, Böhmischer Ritterstand zu Graz 1673. Seine Großeltern waren Ernst Hermann von Kölichen (* 20. Juni 1688; † 7. Juni 1772), Herr auf Siegendorf, Schmarbach und Lerchenborn, und dessen Ehefrau Johanna Charlotte, geborene Kottulin von Kottulinsky (* 24. Juni 1688; † 13. Mai 1758). Die Eltern waren der Gutsherr Ernst Hermann von Kölichen (* 4. Januar 1739; † 7. August 1805) und Luise Sophie Johanna von Prittwitz-Dammer (* 9. November 1750; † 14. März 1789). Die Eltern heirateten am 18. Oktober 1764. Ernst Albrecht von Kölichen hatte mehrere Geschwister, Ernst Hermann (* 29. August 1765), Johanna Luisa Renate Auguste (* 29. August 1765), Sophie Agnes Friederike Karoline (* 26. Februar 1768), Ernst Friedrich (* 6. Januar 1770; † 21. September 1840), Antoniette Henriette Luise (* 24. September 1776), Clementine Johanna Ernestine (* 12. Juli 1780) und Ernst Heinrich von Kölichen (* 1. Februar 1783; † 12. Januar 1851), der zuletzt Oberst a. D. war. Über die Schwester Gottliebe Pauline von Kölichen (* 10. Juni 1787; † 20. Januar 1808) ist wenig bekannt geworden. Nach dem Tod der Mutter heiratete der Vater am 5. Oktober 1795 in Gräditz bei Torgau Luise Juliane Sigismunde von Gersdorff (* 12. September 1755; † 2. März 1805).
Der Abgeordnete Friedrich von Kölichen war ein Enkel des Ernst Albrecht von Kölichen.

## Militärlaufbahn und Landrat
Ernst Albrecht von Kölichen wurde als Premieur-Lieutnant Ritter des Ordens Pour le Mérite. Zu diesem Zeitpunkt diente Kölichen u. a. als Adjutant beim Infanterie-Regiment „von Borcke“ (4. Pommersches) Nr. 21. Ernst Albrecht von Kölichen war von 1816 bis 1840 Landrat des schlesischen Kreises Bunzlau sowie lange Besitzer der Herrschaft Kitlitztreben. Zu Beginn seiner kommunalen Tätigkeit wurden gleich mehrere vakante Enklaven mit anderen Kreisen ausgetauscht. Weitere nähere Informationen, vor allem zu seiner Karriere beim Militär, liegen nicht vor. Als Major gehörte Ernst Albrecht von Kölichen nach Alexander Duncker zuletzt dem Prittwitz-Dragoner-Regiment an; diese militärische Einheit wurde mehrfach umbenannt und deren Tradition ging in ein anderes Regiment über.

## Familie
Kölichen heiratete am 3. Januar 1798 Charlotte Wilhelmine von Unruh-Lehsewitz (* 9. September 1778; † 2. April 1839). Sie war die Tochter der Johanne Amalie Hoberg-Zobten und des Landrats des Kreises Steinau, Georg Sigmund von Unruh. Charlotte und Ernst Albrecht hatten mehrere Kinder, darunter: Ernst von Kölichen (* 28. Dezember 1799; † 20. Juli 1870), verheiratet mit Florentine Pförtner von der Hölle; sie hatten keine Nachfahren. Der zweite Sohn war Heinrich von Kölichen (5. März 1802; † 29. August 1868), er wurde Justizrat und heiratete Pauline von Berge und Herrndorf-Ottendorf; sie hatte mehrere Kinder und weitere Nachfahren. Tochter Ernestine Henriette von Kölichen heiratete Gustav von Kessel und Zeutsch. Zwei Töchter und ein Sohn von Charlotte und Albrecht Ernst von Kölichen waren früh verstorben.